# Phyllodoce breweri
Phyllodoce breweri ist eine Pflanzenart aus der Gattung der Moosheiden (Phyllodoce) innerhalb der Familie der Heidekrautgewächse (Ericaceae). Sie kommt nur in den westlichen USA vor und wird dort englisch purple mountain heath, Brewer's mountain heather genannt.

## Beschreibung

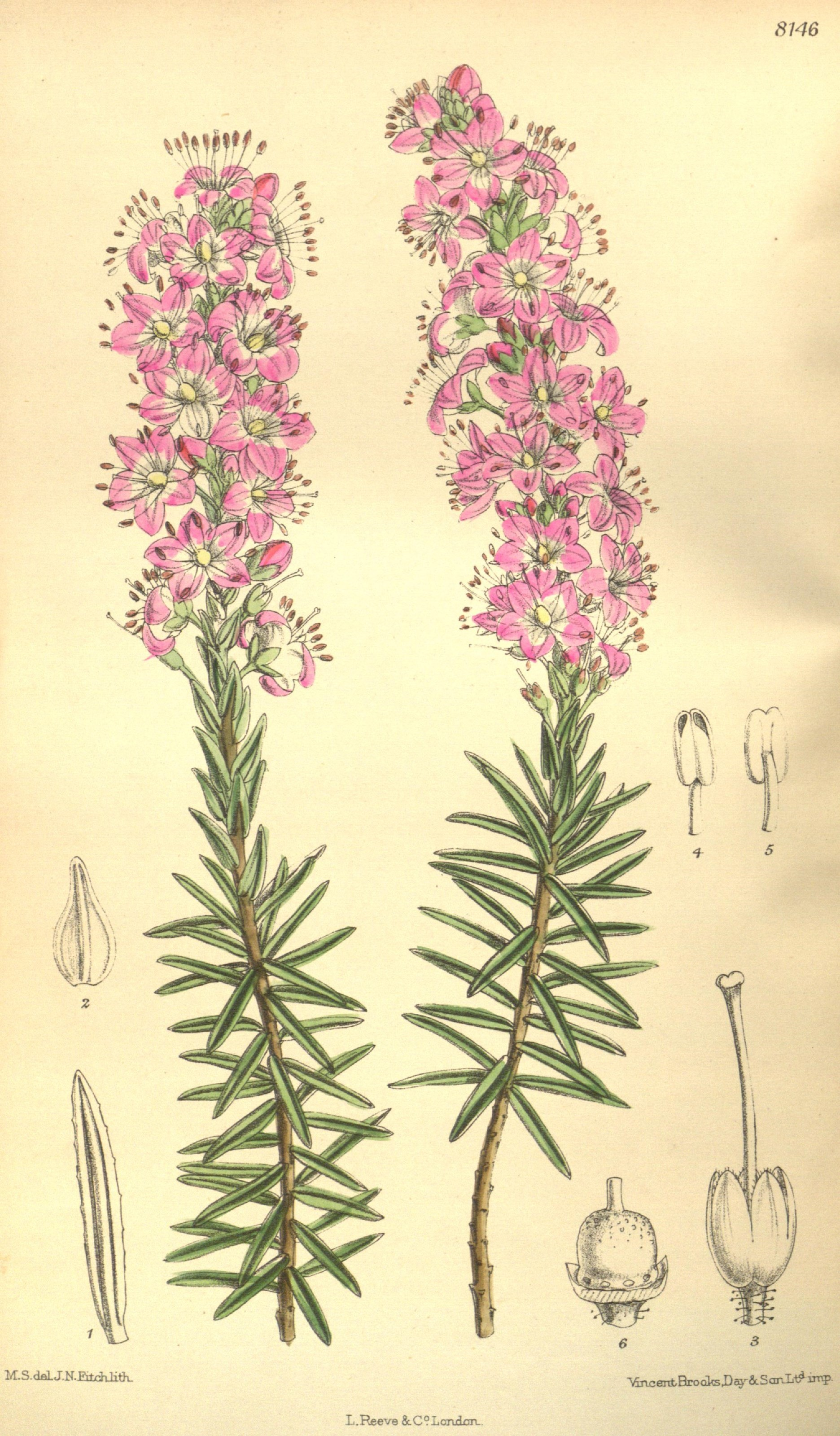
Illustration aus Curtis’s Botanical Magazine, 1907, Tafel 8146

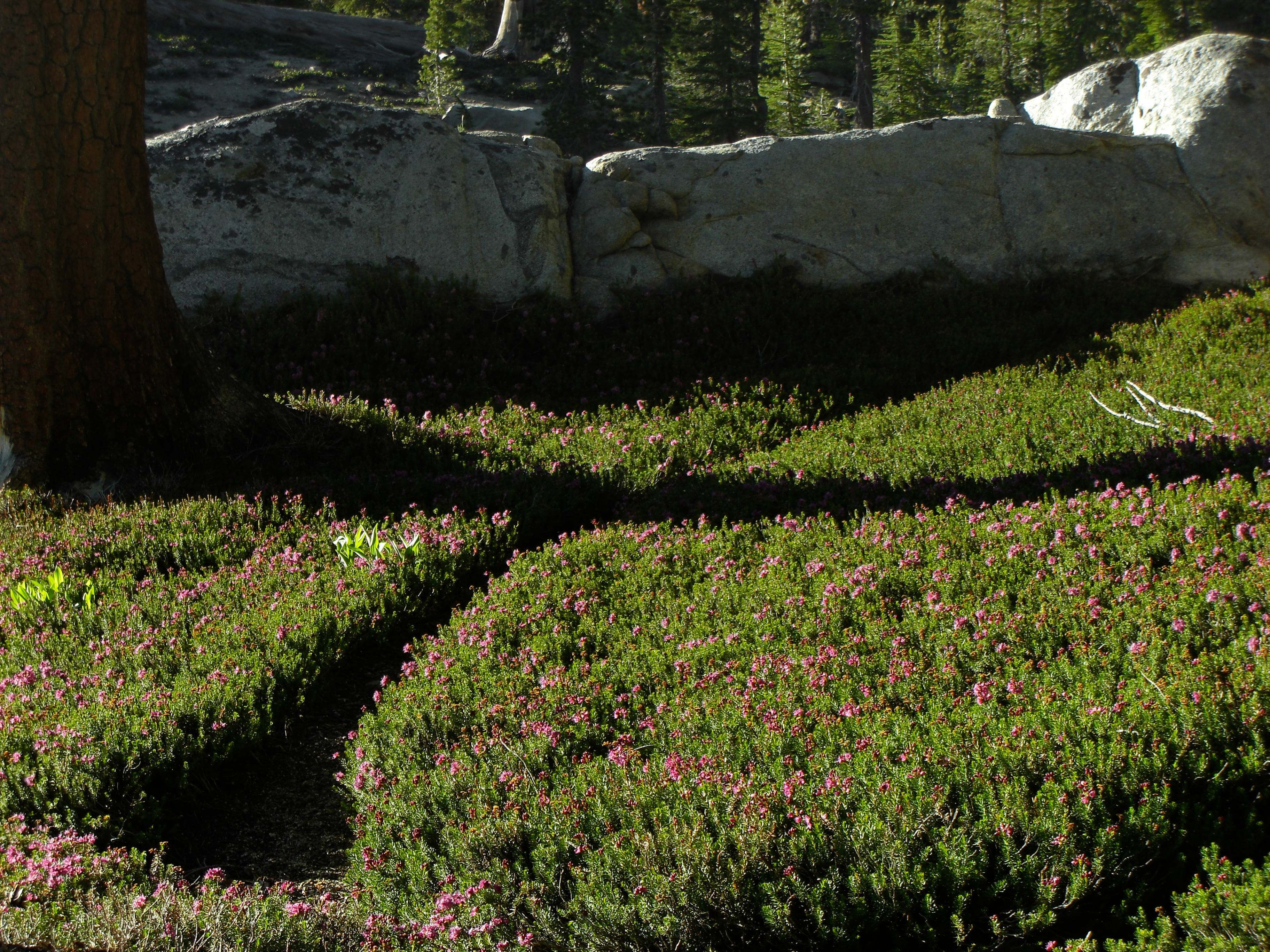
Habitus im Habitat

### Vegetative Merkmale
Phyllodoce breweri ist ein immergrüner Zwergstrauch, der Wuchshöhen von nur 10 bis 40 Zentimetern erreicht. Die vielen kurzen, verzweigten Äste sind liegend. Die Rinde junger Zweige mit Drüsen bedeckt.
Die dicht ausgebreitet sich nicht überdeckend an den Zweigen angeordneten Blätter sind nadelartig. Die ledrigen, glatten Blattspreiten sind bei einer Länge von 5 bis 20 Millimetern sowie einer Breite von 1 bis 2 Millimetern linealisch mit einfachen oder am oberen Ende gesägten Rändern.

### Generative Merkmale
In den westlichen USA reicht die Blütezeit von Juni bis August. In endständigen, ährenähnlichen Blütenständen sind 8 bis 30 nickende Blüten angeordnet, außerdem werden einige Blüten in den Blattachseln ausgebildet. Es sind unter jeder Blüte zwei Deckblätter vorhanden. Die drüsigen Blütenstiele sind 10 bis 15 Millimeter lang.
Die zwittrigen Blüten sind radiärsymmetrisch und fünfzählig mit doppelter Blütenhülle. Die fünf Kelchblätter sind bei einer Länge von 3 bis 4,5 Millimetern eiförmig bis lanzettlich, auf der Unterseite kahl und der Rand ist am oberen Ende bewimpert. Die fünf weißen, hell-purpur- bis rosafarbenen Kronblätter sind bei einer Länge von 7 bis 9 Millimetern glockenförmig mit bis fast an die äußersten Spitzen verwachsenen; die freien, 3 bis 4 Millimeter langen Kronzähne sind zurückgebogen. Die neun oder zehn relativ langen Staubblätter überragen die Blütenkrone. Die Staubfäden sind 5 bis 8 Millimeter lang und am oberen Ende bewimpert. Die purpurfarbenen Staubbeutel sind mit einer Länge von 1,5 bis 2,5 Millimetern relativ lang. Der bei einem Durchmesser von 1 bis 2 Millimetern kugelige Fruchtknoten ist dicht mit Drüsen bedeckt. Der 6 bis 8 Millimeter lange Griffel überragt die Blütenkrone.
Die bei einem Durchmesser von 3 bis 3,5 Millimetern kugelige Kapselfrucht öffnet sich mit fünf Fruchtklappen und ist drüsig behaart.

## Vorkommen
Phyllodoce breweri kommt in den westlichen USA in Kalifornien und Nevada vor. Phyllodoce breweri gedeiht in Kalifornien nur in den Bergketten einschließlich der südlichen Kaskadenkette, den San Bernardino Mountains und der Sierra Nevada; das Verbreitungsgebiet erstreckt sich bis nach Nevada hinein. Sie gedeiht in Höhenlagen von 1200 bis 3500 Metern in felsigen subalpinen Standorten auf Hängen und Wiesen.

## Taxonomie
Die Erstbeschreibung erfolgte 1868 unter dem Namen (Basionym) Bryanthus breweri durch Asa Gray in Proceedings of the American Academy of Arts and Sciences, Volume 7, Seite 367. Die Neukombination zu Phyllodoce breweri (A.Gray) A.Heller wurde 1900 durch Amos Arthur Heller in Muhlenbergia, Volume 1, Seite 1 veröffentlicht. Ein Homonym ist Phyllodoce breweri Maxim.

## Nutzung
Phyllodoce breweri wird als Zierpflanze verwendet.